# Carrer Major (Torroja del Priorat)
El Carrer Major és una via pública de Torroja del Priorat (Priorat) inclosa a l'Inventari del Patrimoni Arquitectònic de Catalunya.

## Descripció
Carrer aproximadament rectilini, amb un trencall i dos eixamplaments. El seu perfil longitudinal és en forma de ve baixa i al seu punt més baix es troba la plaça de l'església. És empedrat amb còdols. Té els edificis més notables del poble i bones portalades. Cal destacar els edificis dels números 1 (Cal Vall, 1817), 2 (Cal Marimon, 1793), 4 (Cal Compte, 1801), 5 (1890), 25 (amb la inscripció "E.M."), 27 (1843), la torre Roja, 34 (1888), 39 (1819) i 49 (fi de l'edat mitjana). Conserva encara alguns pedrissos adossats a les parets de les cases.
Els edificis solen ser de planta baixa, pis i golfes, i les parets arrebossades. L'estat de les façanes i de les cases en general és acceptable, encara que hi ha alguna construcció enrunada, com la presó.

## Història
Existent ja durant l'edat mitjana, el carrer Major ha vist substituir progressivament els seus edificis. És notable l'activitat constructora durant els segles xviii i xix. No s'han fet modernitzacions o reformes, la qual cosa contribueix a mantenir.